# 中华地桃花
中华地桃花（学名：Urena lobata var. chinensis）为锦葵科梵天花属下的一个变种。

## 扩展阅读
- 維基物種上的相關：中华地桃花